# Малая голомянка
Малая голомянка, или голомянка Дибовского (лат. Comephorus dybowskii), — вид лучепёрых рыб из семейства рогатковых (Cottidae). Видовое название дано в честь Бенедикта Дыбовского — профессора зоологии и палеонтологии в Варшаве, в период сибирской ссылки изучавшего озеро Байкал и Сибирь.
Многочисленный, но непромысловый вид, так как не образует скоплений. Молодь малой голомянки поедают байкальский омуль и другие виды рыб, а взрослые особи — основной пищевой объект байкальской нерпы, который составляет 62 % её рациона.

## Описание
Самцы имеют максимальный размер 135 мм, обычно 80—90 мм; самки — 158 мм, обычно 100—110 мм. Тело удлиненное, сплющено с боков, покрыто очень нежной и голой кожей. Плавниковые лучи тонкие, прозрачные, неветвистые. Голова сужена с боков. Длина головы в 3 раза больше ширины. Рот косой. Челюсти длинные, с мелкими, волосковидными зубами, загнутыми назад. Жаберные перепонки разделены между собой и не прикреплены к межжаберному промежутку. Жаберные дуги тонкие и длинные. Брюшные плавники отсутствуют грудные плавники очень длинные. Грудные плавники очень длинные и очень крупные. Хвостовой стебель короткий, анальный плавник почти доходит до хвостового. Хвостовой плавник усеченный или слегка выемчатый. Кости тела и головы очень тонкие и пористые. В костях головы имеются развиты фонтанели для сейсмосенсорной системы. Отличается от большой голомянки маленьким размером глаза (их диаметр вдвое меньше ширины лба) и боковой линией не доходящей до начала D2. Малая голомянка имеет полупрозрачное с розовым оттенком тело, на котором цепочкой расположены редкие тёмные пигментные клетки.
Кариотип: 2n = 48, NF = 52.

## Ареал
Эндемик озера Байкал.

## Биология
Вид ведет пелагический образ жизни и держится преимущественно на открытых районах озера Байкал. Обитает в пелагиали от 130 метров до максимальных глубин (1700 м). Личинки держатся рассеянно от поверхности до глубины 500 м, не совершая суточных миграций. У мальков появляются суточные вертикальные миграции.
В летнее и осеннее время вид держится на глубинах более 100 м, после ледостава переходит на меньшие глубины. Молодь питается только Epischura baicalensis. Взрослые питаются амфиподами Macro-hectopus branickii, иногда молодью своего вида и большой голомянки. Как и у большой голомянки, рыбы совершают суточные пищевые вертикальные миграции. Половая зрелость наступает в возрасте 2—3 лет. Плодовитость самок в возрасте 2—5 лет в среднем 670—2160 икринок. Оплодотворение внутреннее. Развитие эмбрионов длится 90—100 дней. Вымет личинок в феврале-марте подо льдом в верхних слоях воды.